# Statella
Statella è stata una famiglia storica della nobiltà siciliana, fra le protagoniste delle frequenti lotte feudali nell'isola sotto il dominio aragonese (XIV - XV secolo), divenendo titolare di tre principati, un marchesato e almeno diciotto baronie.

## Storia della Famiglia
Secondo alcuni studiosi di genealogia, come Filadelfo Mugnos, Mango di Casalgerardo e Palizzolo Gravina, la famiglia Statella avrebbe origini francesi provenendo dalle Fiandre (oggi regione del Belgio).
Primo ad arrivare in Sicilia fu Accursio Statella, nel 1326, ma fu suo figlio Enrico a iniziare l'accumulo di beni e potere nell'isola diventando il titolare di alcune baronie, allargando la sfera d'influenza sul versante nord orientale dell'Etna, fra il catanese e il messinese, su cittadine come Randazzo, Francavilla di Sicilia e Castiglione di Sicilia. Il genealogista Palizzolo Gravina, nel suo manuale Il Blasone in Sicilia (1871-1875) ricorda pure «un Gletto Statella carissimo a rè Roberto di Napoli dal quale ottenne conferma dello stemma gentilizio di sua famiglia che era quello de' conti Statella anticamente duchi di Borgogna».
L'influenza politica degli Statella ebbe modo di estendersi a tutta la Sicilia orientale, e i suoi esponenti furono nei secoli capitani giustizieri, senatori, pretori a Catania e Siracusa, e, talvolta, Palermo. Cariche unite spesso a quelle di luogotenente o gran siniscalco del Regno o combinate a titoli e cariche dello stato come, per fare un esempio, nel caso di Francesco VIII, principe di Cassaro, che fu: gentiluomo di camera; segretario di stato del ministero di giustizia; luogotenente e capitano generale del regno di Napoli nel 1810; consigliere di stato.

### Gli Statella signori di Spaccaforno
Gli Statella assunsero il possesso dello "Stato di Spaccaforno" (oggi Ispica) nel 1493, quando Francesco II, XVII conte Statella e III Gran Siniscalco del Regno di Sicilia, Signore della Roccella, di Mongiolino, sposò Isabella Caruso e Moncada, erede di Antonello Caruso, barone di Spaccaforno e della Callura, "signore delle segrezie" della città di Taormina. La famiglia governò la città per secoli dal proprio castello (Fortilitium) che andò distrutto in un terremoto, l'11 gennaio 1693.
Il feudo fu soggetto alle incursioni dei saraceni come testimoniato da un manoscritto del 1700 sulla storia degli Statella che menziona un'incursione da parte di una flotta turca:
(Storia degli Statella, manoscritto inedito del '700)
L'episodio è confermato nel volume La Sicilia nobile, scritto ed edito a Palermo nel 1749-1759 dal genealogista e storico, Francesco Maria Emanuele Gaetani marchese di Villabianca, che nel suo testo sottolinea come le incursioni dei pirati turchi e mori fossero ulteriormente proseguite: per esempio, sotto Antonio I Statella (1626 - 1651, figlio e successore di Francesco III) che «scacciò più volte i Mori dalle riviere di Spaccaforno e molti ne prese schiavi, menandoli alle catene per servizio della sua Corte».
Il primo salto araldico della famiglia avvenne con Francesco Statella e Caruso che ottenne il titolo di marchese grazie ad un privilegio del 19 luglio 1598, reso esecutivo l'anno successivo (11 gennaio 1599). Nel 1757, gli Statella ottennero il titolo di principe, quando il loro potere era in ascesa anche grazie agli imparentamenti con altri casati nobiliari.
Fra gli altri, una Pellegra Statella di Spaccaforno andò in sposa a Benedetto II Grifeo, VI principe di Partanna dal 1749, XVI visconte di Galtellin, V duca di Ciminna, nonché Capitano giustiziere di Palermo e cavaliere dell'Ordine Gerosolimitano.
I principi Partanna erano sempre stati ai vertici del Regno di Sicilia svolgendo missioni diplomatiche presso le corti europee e ricoprendo incarichi in seno al Sacro Romano Impero (come il padre di Benedetto II, il principe Girolamo I Grifeo, che fu Consigliere Aulico intimo di Stato dell'imperatore Carlo VI). Questa unione conferiva agli Statella un elevato prestigio e potere politico e apriva nuove possibilità di scambio con i feudi Grifeo concentrati, in gran parte, nel trapanese, nel palermitano e nel napoletano.
Altra importante unione fu quella con la famiglia dei principi Riggio della Catena, che nel 1727-1733 permise al principe Andrea Giuseppe Riggio-Statella, primogenito di Antonio Giuseppe Riggio-Saladino e di Anna Maria Statella-Paternò, di fondare persino una nuova città, Catenanuova.
Tra il XVI e il XVII secolo, in Sicilia si assisteva alla nascita di nuovi centri urbani come conseguenza del forte incremento demografico e la riorganizzazione amministrativa dell'isola. L'apparentamento con i Riggio — feudatari di Aci Catena — consentiva agli Statella di rafforzare ulteriormente la sfera d'influenza e le possibilità di sviluppo economico sulla costa orientale della Sicilia.

#### Serie dei feudatari della famiglia Statella[5]
| N.     | Titolo | Nome            | dal  | al             |
| ------ | ------ | --------------- | ---- | -------------- |
| XVII   | conte  | Francesco II    | 1511 | 1536           |
| XVIII  | conte  | Ercole II       | 1536 | 1561           |
| XIX    | conte  | Blasco          | 1561 | 1578           |
| XX     | conte  | Francesco III   | 1578 | 1625           |
| XXI    | conte  | Antonio         | 1625 | 1651           |
| XXII   | conte  | Francesco IV    | 1651 | 1653           |
| XXIII  | conte  | Antonio II      | 1653 | 1663           |
| XXIV   | conte  | Francesco V     | 1663 | 1710           |
| XXV    | conte  | Antonio III     | 1710 | 1731           |
| XXVI   | conte  | Francesco VI    | 1731 | 1770           |
| XXVII  | conte  | Antonio IV      | 1770 | 1812           |
| XXVIII | conte  | Francesco Maria | 1812 | fine feudalità |

### Stemma

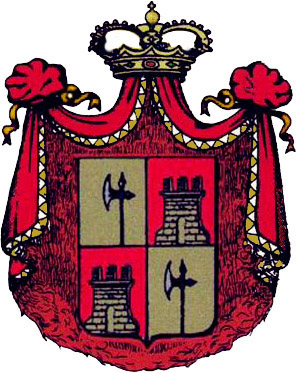
Stemma della famiglia Statella

Blasonatura: inquartato: nel 1° e 4° d'oro, all'alabarda d'argento, manicata di nero; nel 2° e 3° di rosso, al castello d'oro.

Alias:

Inquartato: nel 1° e 4° d'oro, al castello al naturale; nel 2° e 3° di rosso, all'alabarda d'argento, manicata di nero.
La città di Ispica ha come emblema cittadino lo stemma Statella.

## Personaggi celebri
- Antonio Statella fu ambasciatore del Regno delle due Sicilie alla corte di Torino nel 1816; di Madrid nel 1827 e Vienna; ministro degli esteri nel 1830, primo ministro nel 1860.

Nel 1802 sposò Stefania Moncada Bologna, figlia del principe di Paternò e dama di corte. Antonio, succedendo a Carlo Filangeri, divenne primo ministro di Francesco II di Borbone, il 1º marzo 1860.
Quando l'11 maggio 1860, la spedizione dei Mille guidata da Garibaldi sbarcò a Marsala, Antonio organizzò, per contrastarlo, un esercito di centomila uomini, ma nonostante la grande differenza numerica, le truppe borboniche vennero sconfitte e Garibaldi ebbe via libera per la conquista dell'intero regno.
- Vincenzo Statella (1825 - 1866), patriota risorgimentale.

Figura contrapposta ad Antonio V, fu il conte Vincenzo Statella nato a Spaccaforno nel 1825.
In contrasto con la fede monarchica dei suoi familiari, abbracciò la causa dell'Unità d'Italia e partecipò alla prima guerra di indipendenza come Capitano del Corpo dei Volontari di Sicilia, ottenendo nel 1849 la medaglia d'argento al valor militare. Aggregatosi alla spedizione dei Mille, salvò la vita a Garibaldi, assieme al comandante Missori, nella battaglia di Milazzo. Come ricompensa fu nominato suo "aiutante di campo".
Morì nel corso della terza guerra di indipendenza il 24 maggio 1866, in una carica a cavallo nella zona di Custoza ottenendo, per il suo eroismo, la medaglia d'oro al valor militare alla memoria. Al personaggio sono state dedicate caserme, edifici e corpi speciali come all'Anac, l'Associazione nazionale Arma di Cavalleria, che a Siracusa ha la Sezione "Colonnello Vincenzo Statella MOVM"; oppure l'antica caserma "Vincenzo Statella" nel centro della stessa Siracusa, nell'Isola di Ortigia.
- Padre Salvatore della SS. Trinità, al secolo Andrea Statella (1678 - 22 aprile 1728), venerabile della Chiesa cattolica.

Figlio secondogenito di Francesco V Statella, terzo marchese di Spaccaforno, entrò nell'ordine dei Carmelitani nel 1726. Compì, dapprima, gli studi di filosofia, teologia e leggi civili e canoniche a Catania, e quindi completò la sua preparazione a Roma durante il pontificato di papa Clemente XI. Fu consacrato nel 1711 e si ritirò a Spaccaforno. Nel 1715 fece costruire nella cittadina due chiesette dedicate alla SS. Trinità, di cui una alla Marza (zona marittima). Il 12 maggio 1726 vestì il «sacro abito della Vergine santissima» prendendo il nome di Padre Salvatore Maria della SS.ma Trinità. Da quel momento rinunciò all'eredità familiare per donarla al Convento del Carmine di Spaccaforno, che fece ricostruire e ampliare. Il giorno della sua morte, il 22 aprile del 1728, fu sepolto nel convento di Rimini dove si trovava, ma 28 anni dopo le sue spoglie furono traslate in Sicilia e tumulate nella Chiesa della Madonna Carmelo di Spaccaforno. È ricordato come promotore della riforma carmelitana siracusana. Nel 1762 fu proposto per la beatificazione, ma la procedura non ebbe luogo per lo scarso numero dei testimoni superstiti.
I successori degli Statella conservarono ufficialmente il titolo di Marchese di Spaccaforno, Principe di Cassaro, Barone di Mongiolino fino al 1948 quando, con l'ordinamento repubblicano, i titoli nobiliari non vennero più riconosciuti; la famiglia si estinse definitivamente negli anni '70, con la morte dell'ultimo marchese, chiudendo la storia secolare degli Statella.